# Caye South Water
La Caye South Water  est un atoll de la mer des Caraïbes, qui fait face à la côte centrale du Belize et appartient administrativement du district de Stann Creek.

## Protection
La réserve marine de South Water Caye (South Water Caye Marine Reserve (en) est la plus grande réserve marine du district de Stann Creek au Belize. Elle a été créée en 1996, catégorie IV de l'IUCN, et couvre 47,702 hectares de mangroves et d’écosystèmes côtiers. Elle comprend aussi un site de nidification pour le fou brun et la frégate superbe.
En 2017, le National Geographic a classé Pelican Beach de South Water Caye parmi les 21 meilleures plages du monde.

## Galerie
|          |
| Fou brun |

|                 |
| Frégate superbe |